# 程鴻書

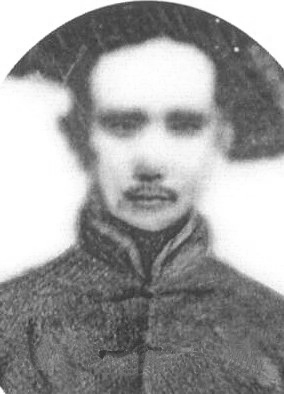

程鸿书（1880年—1944年10月），字养吾，名友浩，别号海澄，湖北汉川人。清朝及中华民国教育家、林学家。

## 生平

### 从日本到山西
程鸿书幼年在汉口念私塾，后考取附生，此后入武昌经心书院。1902年7月，经张之洞选送日本留学。1906年入日本东京帝国大学农科大学林科。同年，加入范熙壬创办的《新译界》并任名誉会员。1907年编译发表了中原钢作的《满洲产物》、本多静六的《森林效用论》等文章。其中《森林效用论》是目前发现的最早介绍现代林业科学的中文文献之一，程鸿书也是最早向中国介绍林学家本多静六及其著作者。
1909年，程鸿书毕业于日本东京帝国大学农科大学（今东京大学农学部）林科，归国后获农科进士。1910年授翰林院编修，随即任山西高等农林学堂监督、山西省立农业专科学校校长。程鸿书在山西共度过了四年，其间为学校建设作出贡献，并编著了《森林数学》、《造林概要》等教材。

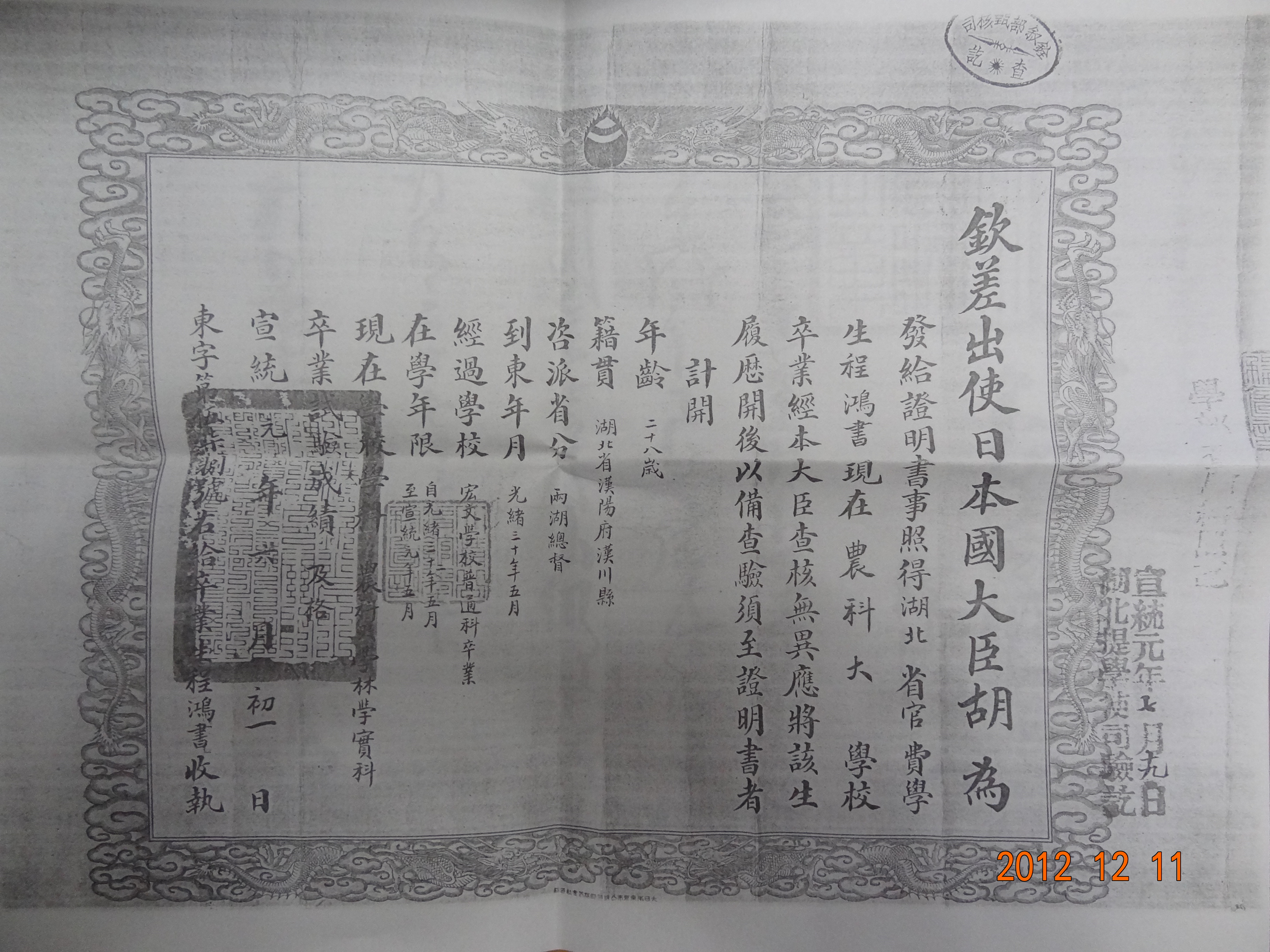
程鴻書學歷證明書

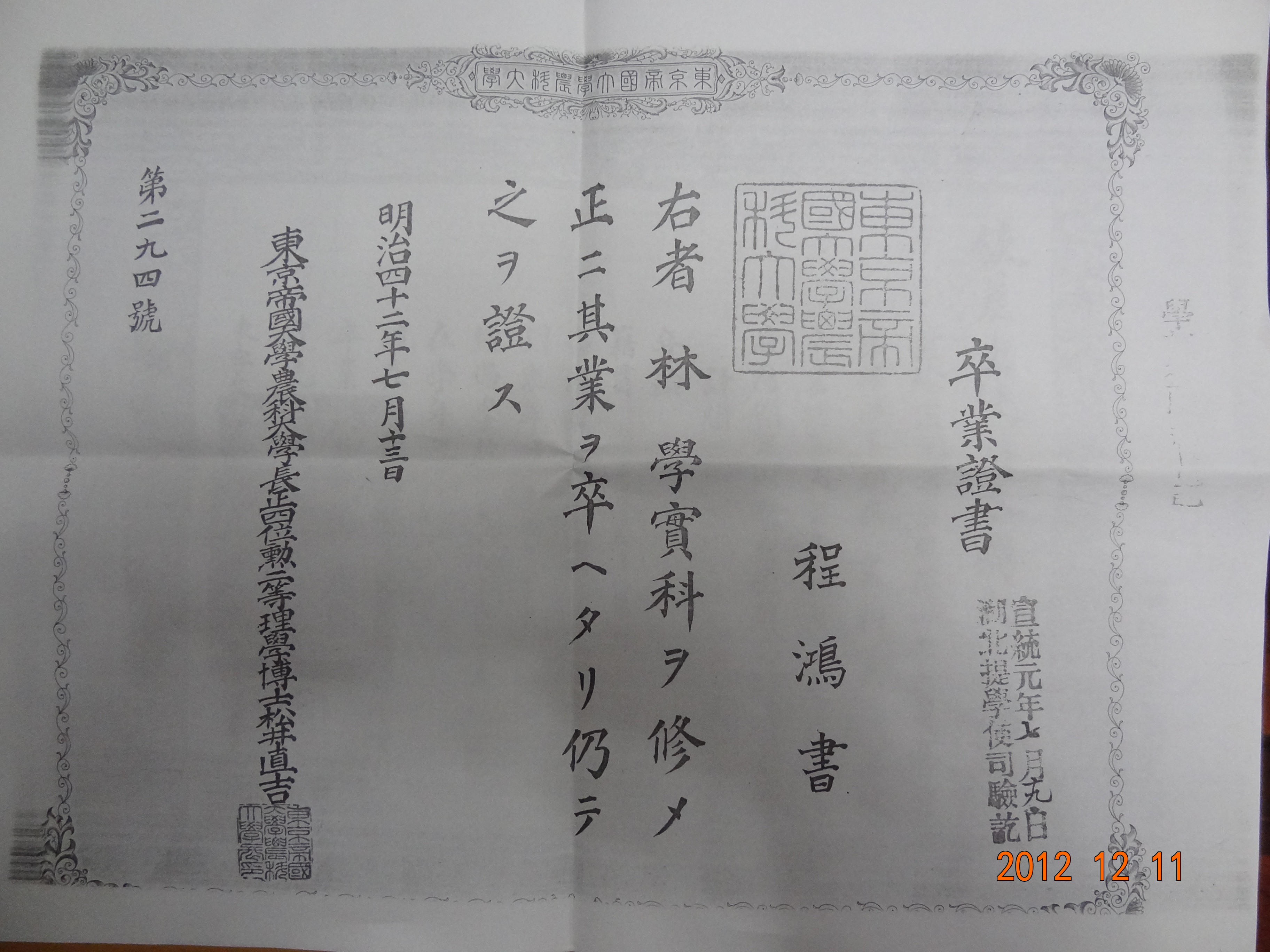
程鴻書東京帝國大學畢業文憑

程鴻書弘文學院畢業文憑

### 创立国立北京农业专门学校林学科
1914年，农科大学脱离北京大学，成为国立北京农业专门学校，并增设了林学科，校长路孝植邀请时任山西省立农业专科学校校长的程鸿书来校创办林学科并任首任教务主任。1914年，林学科开始招生，当时该科有程鸿书、张联魁、梁希3名教员。1917年7月，包括殷良弼等人在内的林学科第一期学生毕业。

### 湖北官员
1917年，北洋政府农商部任命程鸿书为第一林业试验场场长。1921年，程鸿书辞职回到湖北，继续从事教育。
当时湖北省教育界存在“北大派”和“武高派”，前者控制湖北省教育厅，后者控制中等学校校长职务。经湖北省教育厅厅长路孝植在离任前推荐，1922年12月31日中华民国大总统黎元洪任命程鸿书为湖北省教育厅厅长。1923年1月5日，程鸿书正式继任，任内由于教育经费被挪用，省内教职员不断索薪并声请加薪，而且1924年湖北教育界举行大规模请愿，程鸿书无力应对，乃于1925年2月离任。
此后，他历任湖北省建设厅科长、湖北林务局局长，其间曾兼任湖北省林业试验场场长、湖北省推广林业专员。1926年9月湖北省政务委员会成立，程鸿书任湖北省民政厅科长。

### 教授生涯
1927年后，程鸿书任湖北第二高级农业学校教授，1931年任湖北省立乡村师范学校教授，1933年任湖北省立教育学院教授，1937年任湖北省立农业专科学校教授。
1935年湖北爆发江汉大水灾。1936年初，湖北省政府委员兼湖北省民政厅厅长李书城任汉水线水灾视察团团长，程鸿书任团员，该团视察了汉水线水灾情况并提出对策。
抗日战争期间，1938年湖北省立农业专科学校随湖北省政府迁至恩施，湖北省教育厅重组成湖北省立联合中等以上学校恩施农业专科分校（简称“省立联中农专分校”）。1939年9月，农业专科分校复名湖北省立农业专科学校，程鸿书应湖北省政府的邀请担任该校校长兼湖北省通志馆总编纂。
1940年第六战区司令长官陈诚推行新湖北建设，提出《新湖北建设计划大纲》，实行计划教育，筹建省立农学院。同年11月17日，湖北省立农业专科学校升为湖北省立农学院，湖北省教育厅厅长张伯谨兼任院长。1941年，管泽良教授出任该院院长。程鸿书截至1941年一直任湖北省立农学院教授。

### 晚年生涯[2]
1941年冬由於會計熊襄生貪污公款，程鴻書被追賠公款，當時他去信漢川老家賣了一些田產，完成賠款任務後離開農校，仍在李書城負責的湖北省通志館任編輯，實際上是一個清閒差事，直至1944年10月，因腦溢血突發在恩施五峰山去世，享年六十四歲。
抗戰勝利後，經夫人唐氏籌款，第六兒寶䔧將其靈柩連同他母親（即寶䔧的祖母）的屍骨一塊運回老家漢川縣，在祖墳處安葬。

## 著作
论文：
- 《满洲产物》
- 《森林效用论》
- 《水力电气利用之新发明》
- 《中国北部造林树种之研究》
- 《森林与水利》

著作（包括译作）：
- 《造林概要》
- 《森林数学》
- 《经济学》
- 《物理学》
- 《气象学》
- 《农具学》